# Liste von badischen Revolutionären 1848/49

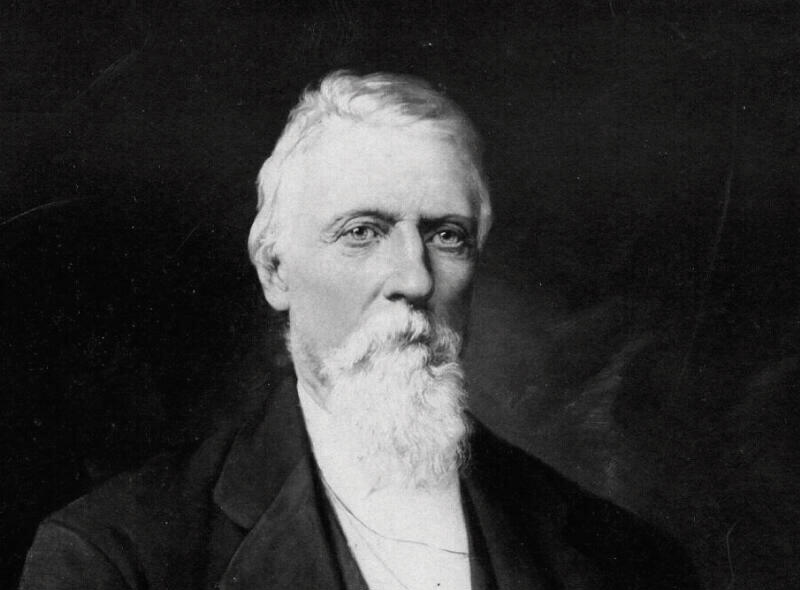
Friedrich Hecker 1874 im Alter von 64 Jahren

Die Liste von badischen Revolutionären 1848/49 enthält eine Auswahl von Badenern und Auswärtigen. Sie waren im Großherzogtum Baden im Vormärz, in den Parlamenten oder auch in den drei Aufständen, Heckeraufstand, Struve-Putsch 1848 und Badischer Aufstand 1849 revolutionär oder politisch tätig.
Sie ist Gegenstand von Ergänzungen.

## Personen im Vormärz

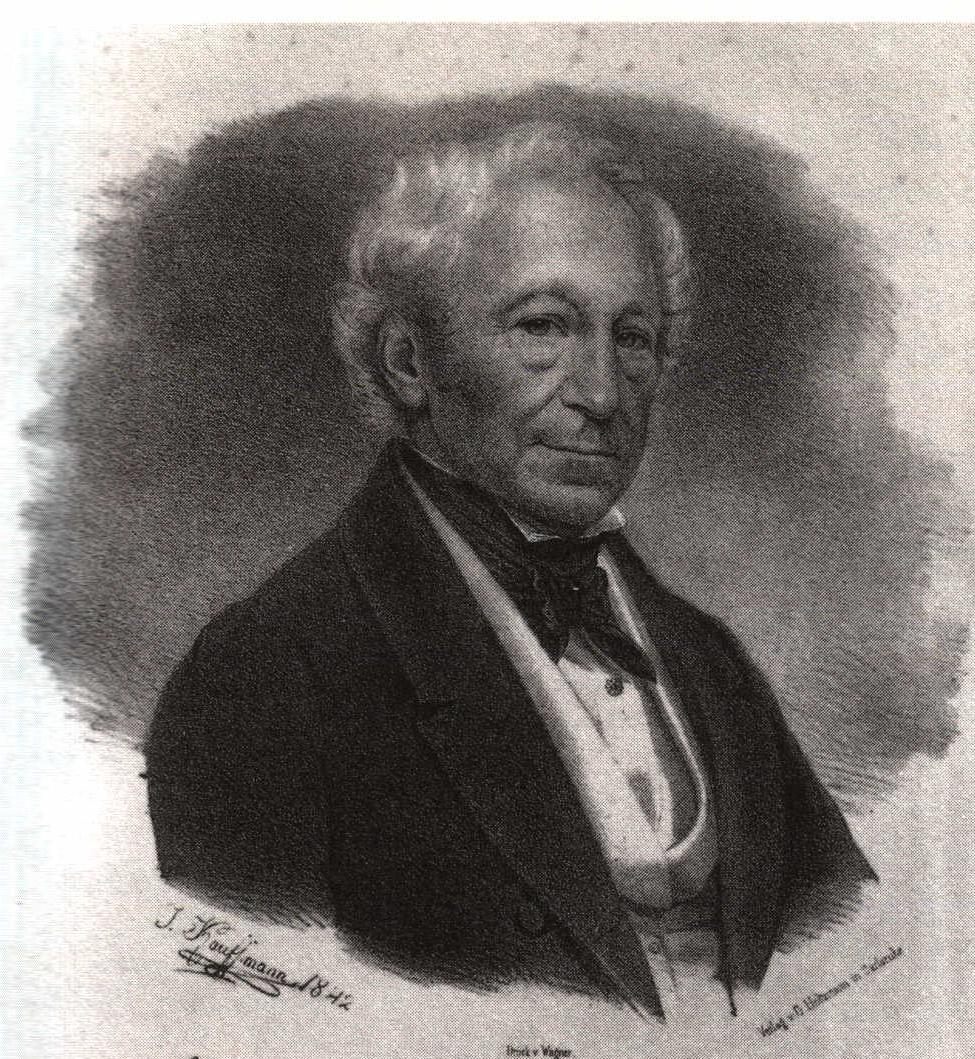
Johann Adam von Itzstein (1842)

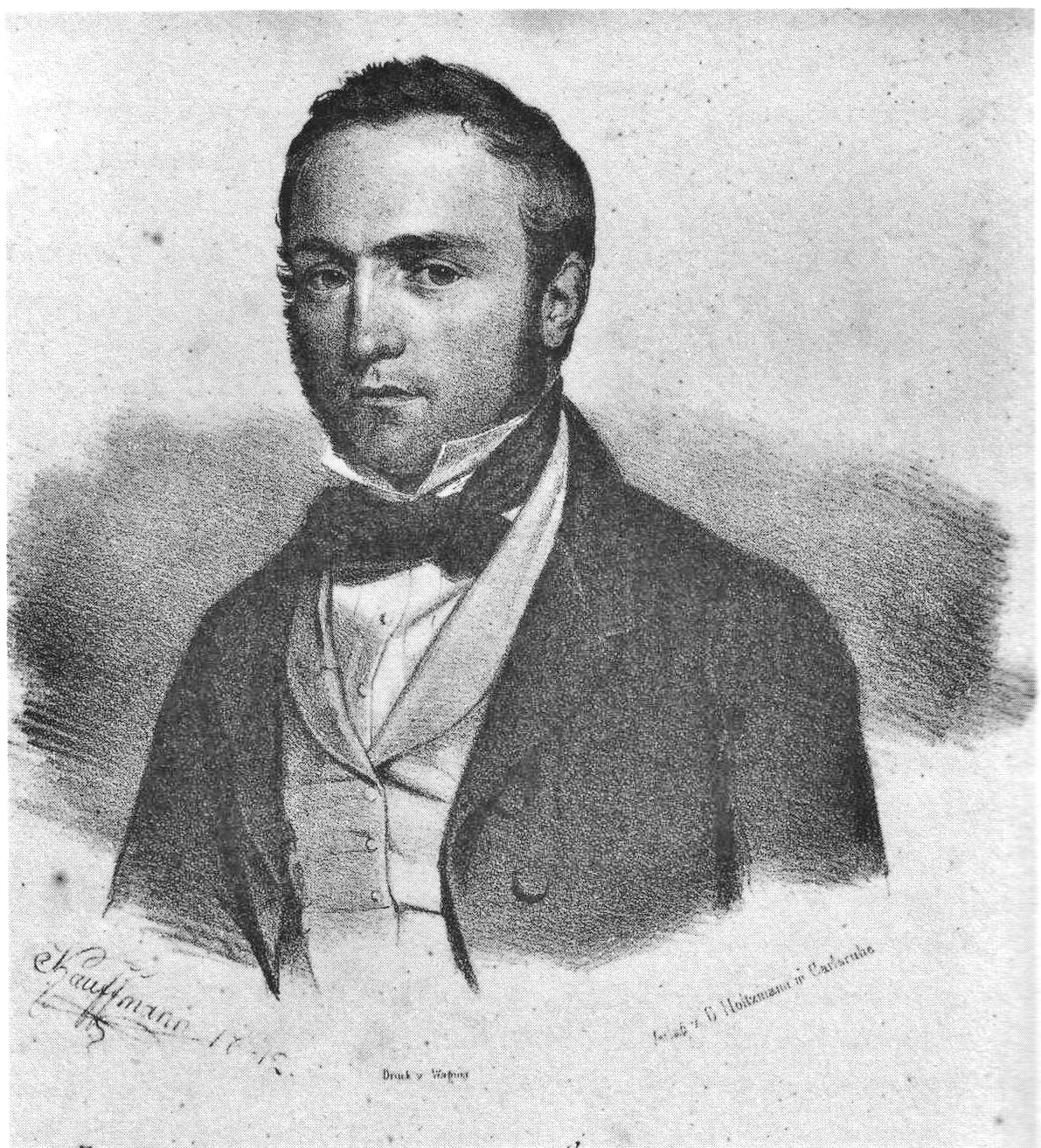
Friedrich Daniel Bassermann (1842)

Am 5. März 1848 nahmen an der Heidelberger Versammlung der 51 teil und werden in den Siebenerausschuss gewählt:
- Johann Adam von Itzstein
- Carl Theodor Welcker

## Mitglieder des Vorparlaments (Auswahl)
Von den 574 Mitgliedern des Vorparlaments kamen 72 aus dem Großherzogtum Baden (siehe Liste der Mitglieder des Vorparlaments). Darunter waren die nachfolgenden Personen:
- Friedrich Daniel Bassermann
- Nicolaus Blankenhorn-Krafft
- Lorenz Brentano
- Gustav Buhl
- Anton Christ
- Georg Gottfried Gervinus
- Ludwig Häusser
- Karl Hagen
- Friedrich Hecker
- Heinrich Hoff
- Christian Kapp
- Dominikus Kuenzer
- Carl Mez
- Robert Mohl
- Franz Joseph Richter
- Wilhelm Sachs
- Gustav Struve
- Carl Theodor Welcker
- Maximilian Werner
- Karl Zittel

Fünfzigerausschuss
- Johann Adam von Itzstein
- Karl Mathy
- Carl Joseph Anton Mittermaier
- Alexander von Soiron
- Maximilian Werner

## Mitglieder der Frankfurter Nationalversammlung

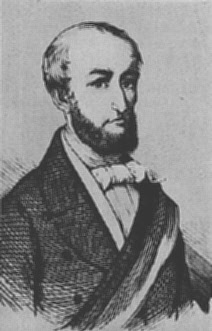
Joseph Ignatz Peter

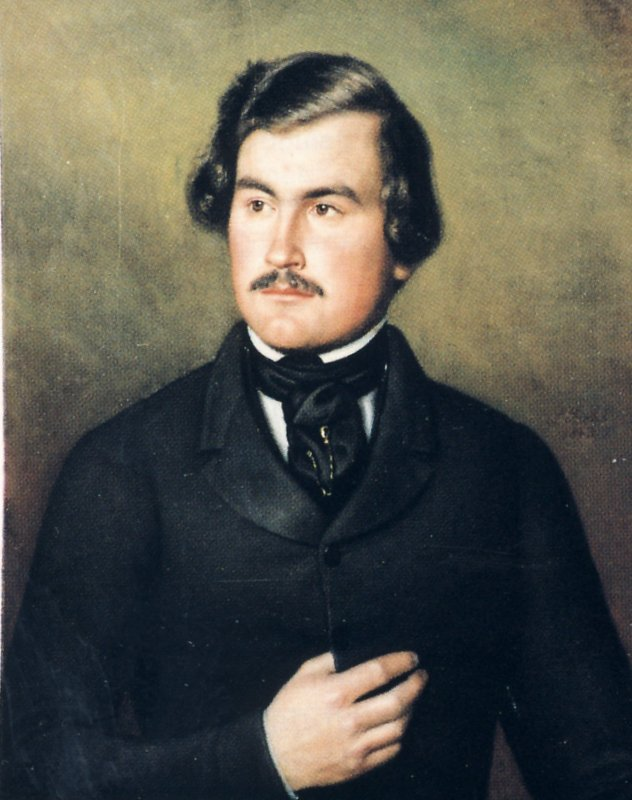
Wilhelm Sachs (1843)

Mitglieder der Frankfurter Nationalversammlung (MdFN) 1848/49 und des Stuttgarter Rumpfparlaments waren (MV = Märzverein):
- Joseph Ignatz Peter, 1. Wahlkreis in Überlingen, Donnersberg, MV
- Lorenz Brentano, 2. Wahlkreis in Engen, Deutscher Hof/Donnersberg
- Christian Kapp, 3. Wahlkreis in Villingen, Donnersberg
- (Friedrich Hecker, 4. Wahlkreis in Tiengen, unbesetzt)
- Salomon Fehrenbach, 5. Wahlkreis in Schopfheim, Donnersberg
- Ernst Friedrich Gottschalk, 6. Wahlkreis in Schönau, o. Fraktion
- Carl Helbing, 7. Wahlkreis in Freiburg im Breisgau, o. Fraktion
- Anton Christ, 8. Wahlkreis in Emmendingen, Deutscher Hof
- Franz Joseph Richter, 9. Wahlkreis in Lahr, Donnersberg, MV
- Gustav Rée, 10. Wahlkreis in Offenburg, Donnersberg
- Maximilian Werner, 10. Wahlkreis in Offenburg, Donnersberg, MV
- Dominikus Kuenzer, 11. Wahlkreis in Achern, Donnersberg, MV
- Carl Joseph Anton Mittermaier, 12. Wahlkreis in Baden-Baden, Württemberger Hof/Augsburger Hof
- Karl Zittel, 13. Wahlkreis in Karlsruhe, Casino
- Carl Theodor Welcker, 14. Wahlkreis in Wilferdingen, Casino/Pariser Hof
- Johann Adam von Itzstein, 15. Wahlkreis in Bretten, Deutscher Hof
- Wilhelm Sachs, 16. Wahlkreis in Mannheim, Deutscher Hof, MV
- Karl Hagen, 17. Wahlkreis in Heidelberg, Deutscher Hof/Donnersberg, MV
- Damian Junghanns, 18. Wahlkreis in Waibstadt, Donnersberg, MV
- Alexander von Soiron, 19. Wahlkreis in Adelsheim, Casino
- Christian Kapp, 20. Wahlkreis in Tauberbischofsheim (?)
- Carl Damm, 20. Wahlkreis in Tauberbischofsheim, Donnersberg

### Wahlkreise außerhalb Badens
- Friedrich Daniel Bassermann, 4. Wahlkreis Unterfranken in Stadtprozelten, Casino
- Georg Gottfried Gervinus, 4. Wahlkreis Provinz Sachsen in Wanzleben, Casino
- Karl Mathy, 4. Wahlkreis Schwarzwald in Calw (Württ.), Casino

## Heckeraufstand 1848
- Friedrich Hecker
- Gustav Struve
- Joseph Fickler
- Karl Heinzen
- Georg Herwegh
- Reinhard von Schimmelpfennig
- Karl Börnstein
- Otto von Corvin
- Adelbert von Bornstedt
- Adolph Karli
- Peter Alfred Michel
- Theodor Mögling
- Franz Sigel
- Joseph Weißhaar
- August Willich

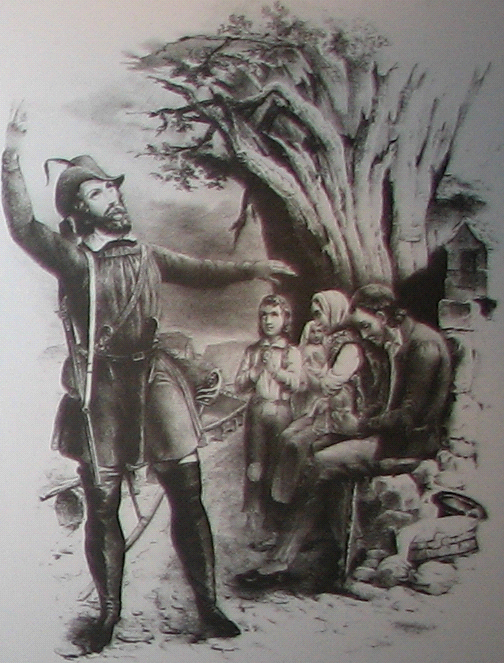
Verklärendes Bild Friedrich Heckers (1811–1881), links stehend

Kommissäre des Fünfzigerausschusses beim Heckerzug
- Carl Alexander Spatz
- Jacob Venedey

## Struve-Putsch 1848

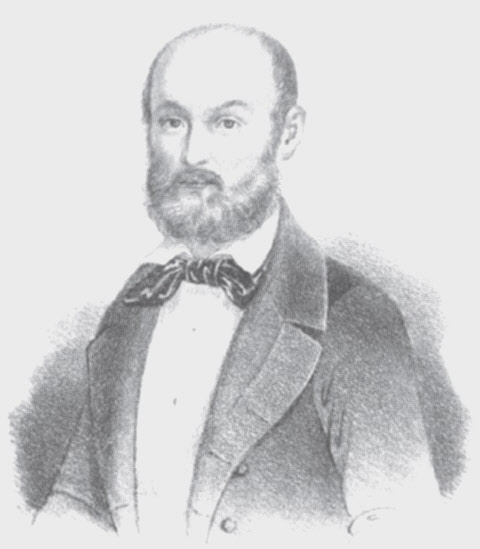
Gustav Struve

- Gustav Struve
- Johann Philipp Becker
- Karl Blind
- Friedrich Doll
- Max Fiala
- Joseph Fickler
- Georg Herwegh
- Theodor Mögling
- Wilhelm Liebknecht
- Moritz Wilhelm von Löwenfels
- Friedrich Neff
- Pedro Düsar
- Josef Spehn

## Badischer Aufstand 1849

### Mitglieder der Badischen verfassunggebenden Versammlung von 1849
Die Mitglieder sind dem Artikel Liste der Mitglieder der Badischen verfassunggebenden Versammlung von 1849 zu entnehmen.

### Exekutivkommission des Landesausschusses

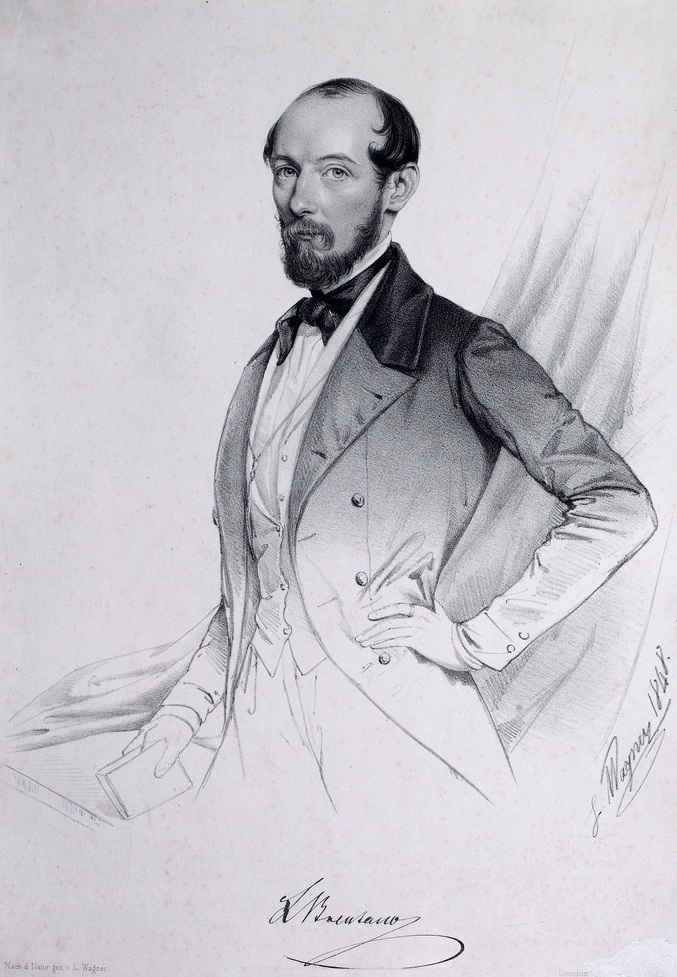
Lorenz Brentano

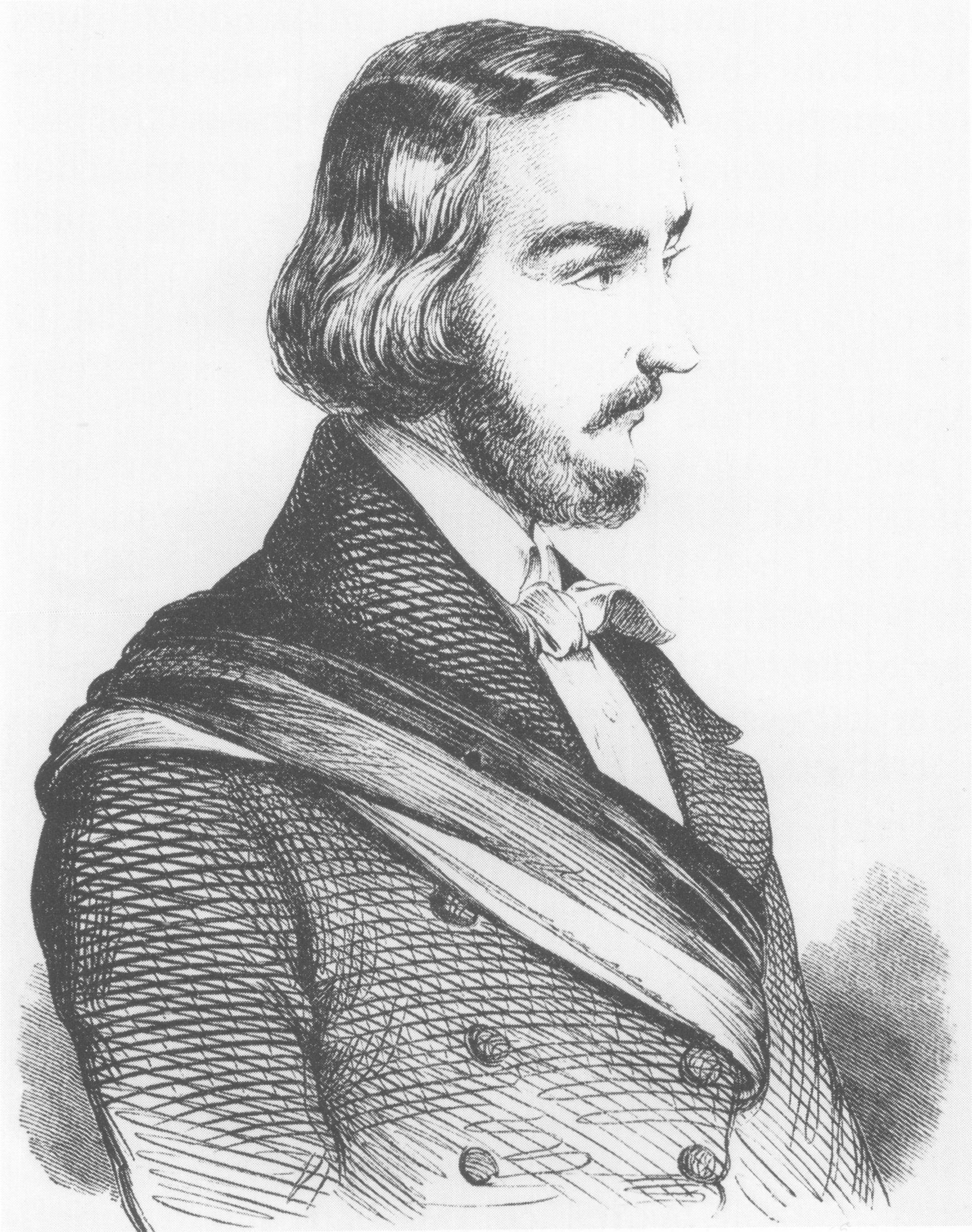
Amand Goegg

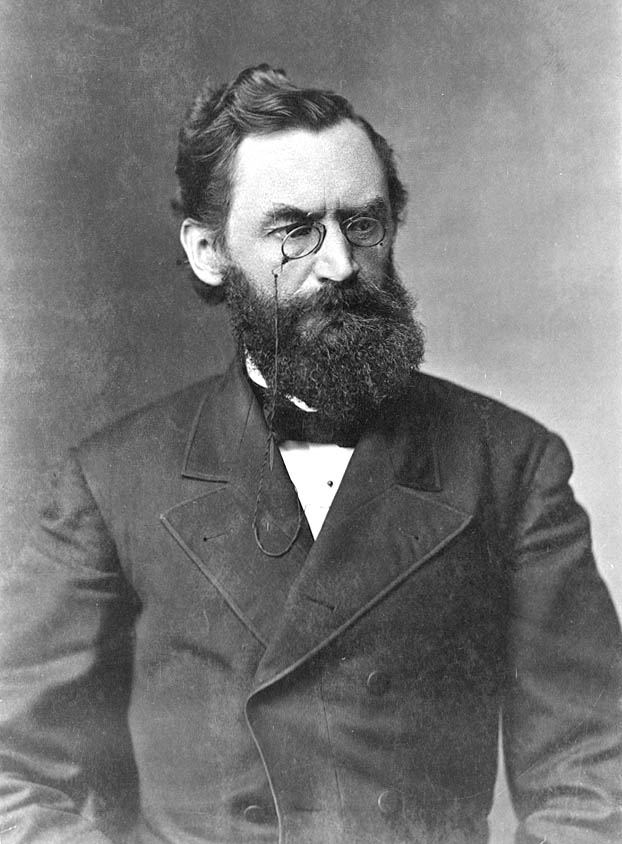
Carl Schurz

- Lorenz Brentano, Vorsitzender
- Amand Goegg, Finanzen
- Joseph Ignatz Peter, Justiz
- Karl Eichfeld, Krieg
- Franz Sigel, Krieg

### Badische Revolutionsregierung
Provisorische Regierung
- Lorenz Brentano, Vorsitzender
- Amand Goegg, Finanzen
- Joseph Ignatz Peter, Justiz
- Franz Sigel
- Joseph Fickler, Außenminister

Provisorische Regierung mit diktatorischer Gewalt
- Lorenz Brentano, Vorsitzender und Justiz
- Amand Goegg, ohne Ressort
- Maximilian Werner, Krieg
- (Christian Friedrich Kiefer, lehnte die Nachfolge Brentanos ab)

von Brentano ernannte Minister:
- Florian Mördes, Inneres
- Karl Friedrich Heunisch, Finanzen
- Enno Sander, stellvertretender Kriegsminister
- Carl Mez (Inneres) und Wilhelm Sachs (Äußeres) lehnten die Annahme von Ministerämtern ab.

Kommissäre (Auswahl)
Der Landesausschuss der Volksvereine setzte für jeden der vier Kreise einen Ober-Kommissär und für jeden Amtsbezirk einen Civil-Kommissär ein.
- Theodor Frey
- Heinrich Hoff
- Friedrich Schanzlin
- Wilhelm Adolph von Trützschler

### Militärische Führung
- Ludwik Mierosławski, General der Revolutionsarmee
- Johann Philipp Becker, Generalkommandant der Volkswehren
- Karl Bernigau, Major
- Ernst von Biedenfeld, Major i. R.
- Sigismund Löw, Major
- Fritz Anneke
- August Willich
- August Mersy, Divisionskommandeur

### Weitere Teilnehmer am Badischen Aufstand
- Otto von Corvin
- Christian F.L. Deimling
- Ludwig Eckardt
- Friedrich Engels
- Gottfried Kinkel
- Joh. Heinrich Kraut
- Peter Alfred Michel
- Maximilien Joseph Moll
- Carl Schurz
- Samuel Erdmann Tzschirner
- Hugo Wolf
- Ludwig Blenker
- Max Weber
- Peter Joseph Osterhaus

## Teilnehmer am Pfälzischen Aufstand 1849
Badische Teilnehmer am Pfälzischen Aufstand sind unter den 333 Revolutionären in der Anklag-Akte zu finden. Mit einer Ausnahme werden sie in Abwesenheit zum Tode verurteilt. Die Todesurteile waren von 1856 bis 1865 rechtskräftig.
Im Folgenden ist die führende Zahl die Nummer in der Anklag-Akte des Königl. General-Staatsprokurators der Pfalz.
- 279 Eduard Carli, Volkswehrmann aus Säckingen
- 260 August Friedrich Deimling, Volkswehr-Hauptmann in Karlsruhe-Mühlburg
- 258 Ferdinand Dreher, aus Lahr, Freischarführer in der Pfalz
- 314 Bernhard Eisele, Handlungscommis aus Oberweiher, Freispruch nach langer Untersuchungshaft
- 262 Carl Fiala, aus Karlsruhe, Freischarführer in der Pfalz
- 231 Carl Philip Friedrich Steinmetz, aus Durlach, Zivilkommissärsgehilfe
- 033 Gustav Struve, agitiert in der Pfalz.

## Revolutionäre Frauen

Emma Herwegh

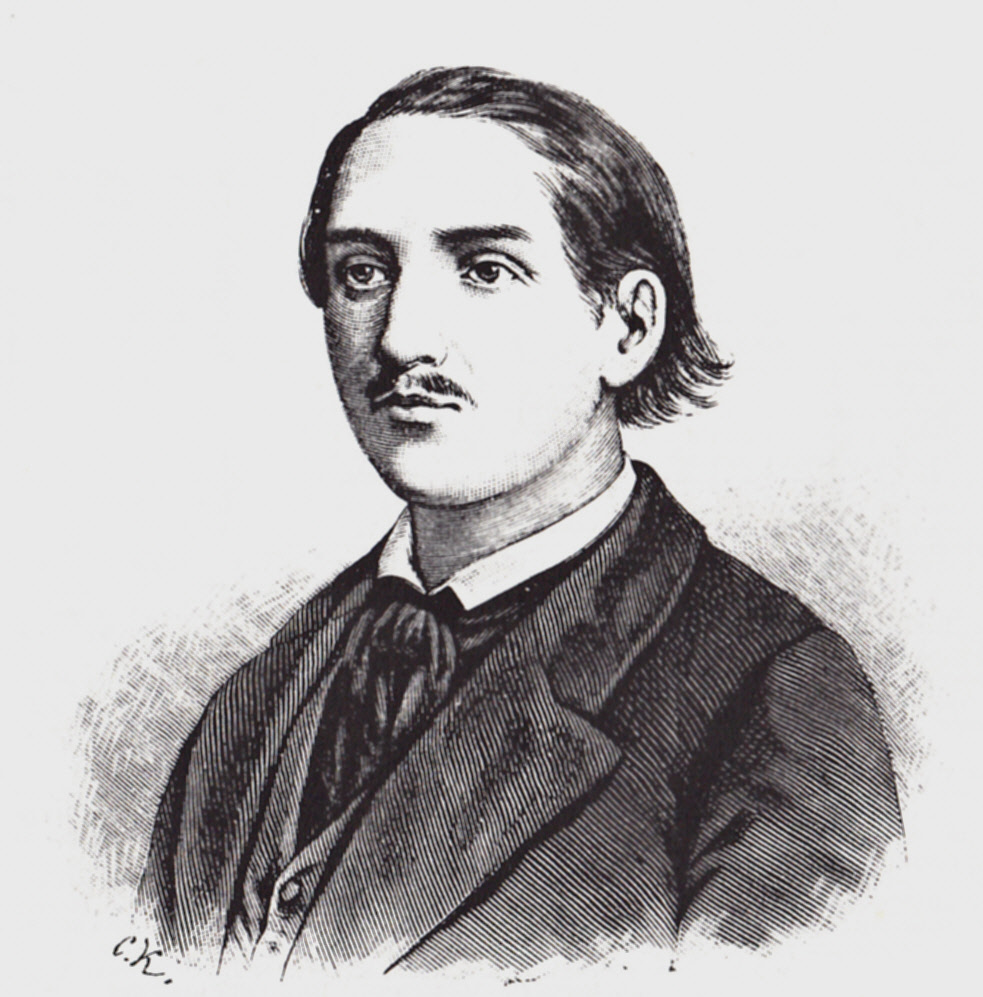
Maximilian Dortu

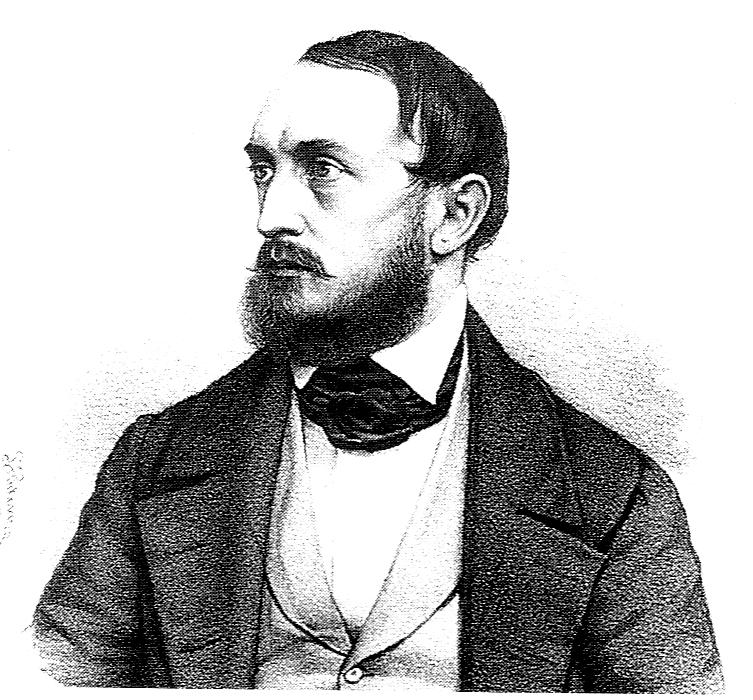
Adolph von Trützschler

- Mathilde Franziska Anneke
- Elise Blenker
- Elisabeth (Lisette) Hatzfeld[2]
- Emma Herwegh
- Henriette Obermüller
- Amalie Struve

## Todesurteile
In Rastatt wurden 19 Todesurteile vollstreckt. Der ebenfalls zum Tode verurteilte Otto von Corvin wurde begnadigt und seine Strafe in eine Zuchthausstrafe umgewandelt, drei weitere Todesurteile wurden nicht vollzogen. Nach kriegsgerichtlicher Verhandlung zum Tode verurteilt wurden 1849 in Freiburg drei Revolutionäre. In Mannheim wurden fünf Todesurteile vollstreckt.
Militärs
- Karl Bernigau, Major
- Ernst von Biedenfeld, Major i. R.
- Ludwig Peter Wilhelm Schade, Leutnant
- Gustav Tiedemann, ehem. Dragonerleutnant
- Gottfried Bauer, Soldat
- Andreas Counis, Soldat
- Josef Günthard, Soldat
- Konrad Heilig, Unteroffizier
- Gebhard Kromer, Corporal, in Freiburg hingerichtet
- Peter Jäger, Soldat
- Josef Kilmarx, Feldwebel
- Ludwig Kohlenbecker, Soldat
- Konrad Lenzinger, Corporal
- Friedrich Wilhelm Schrader, preußischer Deserteur
- Philipp Zenthöfer, Soldat

Führer von Freischärlern und Volkswehren
- Georg Böhning, Kdt. „Deutsche Legion in der Schweiz“
- Maximilian Dortu, Major eines Volkswehr-Bataillons, in Freiburg hingerichtet
- Karl Jakobi, Kdt. des Mannheimer Arbeiter-Bataillons
- Theophil Mniewski, polnischer Offizier

Zivilisten
- Gottlieb Heinrich Dietz, in Mannheim hingerichtet
- Ernst Elsenhans, in Freiburg hingerichtet
- Karl Höfer, in Mannheim hingerichtet
- Jean Jansen, in Rastatt hingerichtet
- Peter Lacher, in Mannheim hingerichtet
- Friedrich Neff, in Freiburg hingerichtet
- Valentin Streuber, in Mannheim hingerichtet
- Adolf von Trützschler, in Mannheim hingerichtet.